# نیکو هیکر
نیکو هیکر (انگلیسی: Nico Hecker؛ زادهٔ ۵ سپتامبر ۱۹۹۱) بازیکن فوتبال است.